# France Beaudoin
Pour les articles homonymes, voir Beaudoin.
 (décembre 2017).
Si vous disposez d'ouvrages ou d'articles de référence ou si vous connaissez des sites web de qualité traitant du thème abordé ici, merci de compléter l'article en donnant les références utiles à sa vérifiabilité et en les liant à la section « Notes et références ».
France Beaudoin, née le 25 août 1969 à Disraeli, est une journaliste, une animatrice et une productrice de télévision québécoise.

## Biographie
Née le 25 août 1969 à Disraeli dans une famille de musiciens, elle est grandement influencée par la musique dans son métier d'animatrice. Elle commence comme journaliste, puis fait son entrée comme animatrice à l'émission La Poule aux œufs d'or et comme animatrice pour les premières éditions québécoises de Fort Boyard. Ensuite, elle coanime l'émission Deux filles le matin.
France Beaudoin anime La Vie en Estrie à CHLT TV de Sherbrooke pendant quelques années.
En 2007, France Beaudoin anime l'émission radiophonique Studio 12 sur Espace Musique. Après plusieurs saisons de cette émission matinale, elle décide d'arrêter afin d'avoir un talk-show estival, nommé Bons Baisers de France, diffusé entre 2005 et 2010. En 2008, elle accueille les plus grandes vedettes et les artistes en émergence dans une émission de variétés musicales enregistrée devant public : M pour Musique.
Depuis 2009, avec Attraction Images, elle reçoit en direct plusieurs personnalités canadiennes dans l'émission En direct de l'univers.
En 2012, elle fonde Pamplemousse Média, sa propre entreprise de production qui produira, entre autres :
- Je viens vers toi de 2023 à 2025, un talk-show humoristique animé par Marc Labrèche[2].La dernière émission est diffusée le 18 mars 2025. Elle n'est pas reprise par Noovo[3].

- Dis-moi tout de 2013 à 2016, une émission jeunesse pour les enfants entre 5 et 11 ans, qu'elle anime elle-même;
- Banc public, un magazine à caractère social animé par Guylaine Tremblay ;
- Pour emporter, une émission, également animée par France Beaudoin, où les personnalités invitées mentionnent les mots qui ont eu un impact dans leur vie ;
- Retour vers la culture, le magazine culturel qu'animent Benoît McGinnis et Sophie Fouron ;
- On va se le dire, une quotidienne animée par Sébastien Diaz d'échanges pertinents et divertissants sur l'actualité[4].

Pamplemousse Média est responsable de plus de 50 productions originales. La boite de production fondée par France Beaudoin a été nommée plus de 180 fois et ont reçu jusqu'à 60 prix.

## Parcours professionnel

### Animatrice

#### Télévision
- 1993 : Fort Boyard - TVA (coanimatrice)
- 1993 - 1997 : La Vie en Estrie - TVA
- 1994 : La Poule aux œufs d'or - TVA (coanimatrice)
- 1994 : Jeux olympiques de Lillehammer (volet ski acrobatique) - Radio-Canada
- 1995 - 2000 : Les Ailes de la mode - TVA
- 1999 - 2000 : Bec et museau - TVA
- 2000 - 2005 : Deux filles le matin - TVA (coanimatrice)
- 2005 - 2010 : Bons Baisers de France - Radio-Canada
- 2008 - 2009 : M pour musique - Radio-Canada
- 2009 - : En direct de l'univers - Radio-Canada (repris sur TV5 Monde)
- 2013 - 2016 : Dis-moi tout - Radio-Canada
- 2017 : Un homme à la mer - ICI Radio-Canada Télé
- 2018 - : Pour emporter - ICI ARTV

#### Radio
- 1997 : Émission du matin - Radiomédia Estrie
- 2007 : Studio 12 - Espace Musique
- 2008 - 2009 : Une heure avec... - Espace Musique

## Distinctions

### Récompenses
- Prix Jean Besré 2001
- Gémeaux 2013 – prix de la meilleure émission ou série jeunesse : variétés / magazine – En direct de l'univers
- Gémeaux 2014 – prix de la meilleure émission ou série jeunesse : variétés / magazine – Dis-moi tout
- Gémeaux 2017 – prix du meilleur spécial de variétés ou arts de la scène – En direct de l’univers, spécial Céline Dion
- Gémeaux 2017 – prix de la meilleure animation : humour, série ou spécial de variétés – En direct de l'univers
- Gémeaux 2018 – prix de la meilleure animation : série ou spéciale de variétés – En direct de l'univers
- Gémeaux 2018 – prix de la meilleure série de variétés ou des arts de la scène – En direct de l'univers
- Gémeaux 2019 à 2022 – prix de la meilleure animation : série ou spéciale de variétés – En direct de l'univers – spécial Jour de l'an
- Gémeaux 2020 – prix de la meilleure animation : magazine culturel – Pour emporter – saison 2, épisode 37
- Gémeaux 2021 – prix de la meilleure animation : magazine culturel – Pour emporter – saison 3
- Gémeaux 2021 – prix de la meilleure animation pour une émission ou série produite pour les médias numériques : variétés, magazine – La commande culturelle
- Gémeaux 2022 – prix de la meilleure animation : magazine culturel – Pour emporter – saison 4
- Gémeaux 2022 – prix de la meilleure magazine culturel – Pour emporter – saison 4
- Gémeaux 2022 – prix de la meilleure émission ou série jeunesse : divertissement – La soirée Mammouth 2021
- Gémeaux 2023 - prix de la meilleure animation émission spéciale ou série: variétés ou arts de se scène - En direct de l'univers[6]
- Gémeaux 2024- prix de la meilleure animation émission spéciale ou série : variétés ou arts de la scène- En direct de l’univers[7]

### Nominations
- Métrostar 2003 – 2004 prix de la meilleure animatrice d’émission de services
- Gémeaux 2006 – prix de la meilleure animation : variétés, jeu, humour, talk-show, télé-réalité – Bons Baisers de France
- Artis 2008 – prix de la meilleure animatrice d’émissions de variétés – Bons Baisers de France
- Gémeaux 2008 à 2010 – prix de la meilleure animation : émission ou série d’entrevues ou talk-show – Bons Baisers de France
- Artis 2009 – prix de la meilleure animation d’émissions de variétés ou de divertissement – M pour musique
- Artis 2009 à 2011 – prix de la meilleure animatrice de magazines culturels et talk-show – En direct de l'univers, Bons Baisers de France
- ADISQ 2010, 2012 – prix de la meilleure émission musicale – En direct de l'univers
- Gémeaux 2010, 2014, 2016 – prix de la meilleure série de variétés ou des arts de la scène – En direct de l'univers
- Gémeaux 2011, 2016 – prix de la meilleure animation : humour, série ou spécial de variétés – En direct de l’univers
- Gémeaux 2013 à 2016 – prix de la meilleure spéciale de variétés ou des arts de la scène – En direct de l'univers – spécial Jour de l'an
- Gémeaux 2013, 2016 – prix de la meilleure émission ou série jeunesse : variétés / magazine – Dis-moi tout
- Gémeaux 2014 – prix de la meilleure animation : jeunesse – Dis-moi tout
- Gémeaux 2014 – prix de la meilleure animation : sports ou loisirs – Bons Baisers de Sotchi
- Artis 2015 à 2019, 2021 – Animatrice d’émissions de variétés ou de divertissement
- Gémeaux 2016 – prix du meilleur magazine d’intérêt social – Banc public
- Gémeaux 2018 – prix de la meilleure animation : magazine d’intérêt social – Un homme à la mer
- Gémeaux 2018 – prix du meilleur spécial de variétés ou des arts de la scène – En direct de l'univers – spécial Jour de l'an
- Gémeaux 2019 – prix de la meilleure spéciale de variétés ou des arts de la scène – En direct de l'univers – spécial Jour de l'an
- Gémeaux 2019 – prix de la meilleure série de variétés ou des arts de la scène – En direct de l’univers – saison 10
- Gémeaux 2019 – prix de la meilleure animation : magazine culturel – Pour emporter – saison 1
- Artis 2019 – prix de la meilleure animatrice de magazines culturels et talk-shows
- Artis 2021 – prix de la meilleure personnalité féminine de l’année
- Gémeaux 2022 – prix de la meilleure animation pour une émission ou série produite pour les médias numériques : variétés, magazine – Du réconfort pour emporter « Luce Dufault »